# Non, tu n'as pas de nom
Pistes de Les Pierres dans mon jardin
Les Pierres dans mon jardin La P'tite Hirondelle
Non, tu n'as pas de nom est une chanson d'Anne Sylvestre parue en 1974 dans l'album Les Pierres dans mon jardin.

## Historique
La chanson sort dans le neuvième album d'Anne Sylvestre, en 1974, un an avant que la loi Veil légalise l'avortement en France. Les sources indiquent parfois 1973 au lieu de 1974.

## Thématique
« « Non, tu n'as pas de nom » (1973) met en avant toute la problématique de donner naissance ou non. »
Janine Mossuz-Lavau explique la chanson en fonction du contexte historique et social : « Elle dit : « Entre moi et mon ventre, il n'y a pas d'interventions extérieures. » Cela montre bien la souffrance que les femmes pouvaient ressentir dans un contexte où elles avaient à accomplir cet acte dans les conditions les plus dures puisqu'il était illégal […]. »

## Réception
La chanson est reconnue comme une œuvre importante par les féministes. « Anne Sylvestre, dès 1973, contribue ainsi à démystifier l'avortement dans sa très belle chanson […]. »
Florence Montreynaud le présente comme « L'un des plus beaux textes sur l'avortement ». Anne Sylvestre a cependant précisé : « J'ai toujours protesté en disant que ce n'était pas une chanson sur l'avortement,  mais une chanson sur le choix, sur l'enfant ou le non-enfant ».
En 2023, dans la série documentaire et le roman graphique Music Queens, une histoire du girl power et de la pop... en chansons ! Rebecca Manzoni, Émilie Valentin et Leslie Plée consacrent un chapitre à la chanson Non, tu n'as pas de nom et à l'engagement d'Anne Sylvestre pour la cause des femmes,.

## Reprise
Non, tu n'as pas de nom a été repris par la chanteuse québécoise Pauline Julien.